# Tyringe helpension
Tyringe helpension var en svensk internatskola för flickor mellan 1909 och 1936. Det har kallats "en kvinnlig motsvarighet till Lundsberg".
Tyringe helpension grundades av Ester Boman och Ester Östrand, före detta lärare vid Sofi Almquists samskola i Stockholm. Från 1912 hade den normalskolekompetens. 1914 hade skolan 34 elever och 11 lärare. Den låg först i Tyringe, 1912 vid Alingsås, efter 1914 vid Hindås. Den blev den första svenska helpensionen med normalskolekompetens.     